# Cookeilanden op de Olympische Spelen
Cookeilanden, een afhankelijk gebiedsdeel van Nieuw-Zeeland, vormt een van de NOC's die deelneemt aan de Olympische Spelen. Cookeilanden debuteerde op de Zomerspelen van 1988. Ze hebben nog nooit deelgenomen aan de Winterspelen.
In Parijs namen de Cookeilanden voor de tiende keer deel aan de Zomerspelen. Ze wonnen nog nooit een medaille op de Olympische Spelen.

## Medailles en deelnames
De tabel geeft een overzicht van de jaren waarin werd deelgenomen, het aantal gewonnen medailles en de eventuele plaats in het medailleklassement.
| Jaar   | Goud · | Zilver · | Brons · | Totaal | Rang |
| 1988   | 0      | 0        | 0       | 0      | -    |
| 1992   | 0      | 0        | 0       | 0      | -    |
| 1996   | 0      | 0        | 0       | 0      | -    |
| 2000   | 0      | 0        | 0       | 0      | -    |
| 2004   | 0      | 0        | 0       | 0      | -    |
| 2008   | 0      | 0        | 0       | 0      | -    |
| 2012   | 0      | 0        | 0       | 0      | -    |
| 2016   | 0      | 0        | 0       | 0      | -    |
| 2020   | 0      | 0        | 0       | 0      | -    |
| 2024   | 0      | 0        | 0       | 0      | -    |
| Totaal | 0      | 0        | 0       | 0      | -    |

Afghanistan · Albanië · Algerije · Amerikaans-Samoa · Amerikaanse Maagdeneilanden · Andorra · Angola · Antigua en Barbuda · Argentinië · Armenië · Aruba · Australië · Azerbeidzjan · Bahama's · Bahrein · Bangladesh · Barbados · België · Belize · Benin · Bermuda · Bhutan · Bolivia · Bosnië en Herzegovina · Botswana · Brazilië · Britse Maagdeneilanden · Brunei · Bulgarije · Burkina Faso · Burundi · Cambodja · Canada · Centraal-Afrikaanse Republiek · Chili · China · Chinees Taipei · Colombia · Comoren · Congo-Brazzaville · Congo-Kinshasa · Cookeilanden · Costa Rica · Cuba · Cyprus · Denemarken · Djibouti · Dominica · Dominicaanse Republiek · Duitsland · Ecuador · Egypte · El Salvador · Equatoriaal-Guinea · Eritrea · Estland · Ethiopië · Fiji · Filipijnen · Finland · Frankrijk · Gabon · Gambia · Georgië · Ghana · Grenada · Griekenland · Groot-Brittannië · Guam · Guatemala · Guinee · Guinee-Bissau · Guyana · Haïti · Honduras · Hongarije · Hongkong · Ierland · IJsland · India · Indonesië · Irak · Iran · Israël · Italië · Ivoorkust · Jamaica · Japan · Jemen · Jordanië · Kaaimaneilanden · Kaapverdië · Kameroen · Kazachstan · Kenia · Kirgizië · Kiribati · Koeweit · Kosovo · Kroatië · Laos · Lesotho · Letland · Libanon · Liberia · Libië · Liechtenstein · Litouwen · Luxemburg · Madagaskar · Malawi · Malediven · Maleisië · Mali · Malta · Marokko · Marshalleilanden · Mauritanië · Mauritius · Mexico · Micronesië · Moldavië · Monaco · Mongolië · Montenegro · Mozambique · Myanmar · Namibië · Nauru · Nederland · Nepal · Nicaragua · Nieuw-Zeeland · Niger · Nigeria · Noord-Korea · Noord-Macedonië · Noorwegen · Oeganda · Oekraïne · Oezbekistan · Oman · Oost-Timor · Oostenrijk · Pakistan · Palau · Palestina · Panama · Papoea-Nieuw-Guinea · Paraguay · Peru · Polen · Portugal · Puerto Rico · Qatar · Roemenië · Rusland · Rwanda · Saint Kitts en Nevis · Saint Lucia · Saint Vincent en de Grenadines · Salomonseilanden · Samoa · San Marino · Saoedi-Arabië · Sao Tomé en Principe · Senegal · Servië · Seychellen · Sierra Leone · Singapore · Slovenië · Slowakije · Somalië · Spanje · Sri Lanka · Soedan · Suriname · Swaziland · Syrië · Tadzjikistan · Tanzania · Thailand · Togo · Tonga · Trinidad en Tobago · Tsjaad · Tsjechië · Tunesië · Turkije · Turkmenistan · Tuvalu · Uruguay · Vanuatu · Venezuela · Verenigde Arabische Emiraten · Verenigde Staten · Vietnam · Wit-Rusland · Zambia · Zimbabwe · Zuid-Afrika · Zuid-Korea · Zuid-Soedan · Zweden · Zwitserland
Historische landen: Bohemen · Bondsrepubliek Duitsland · Brits-Indië · Duitse Democratische Republiek · Joegoslavië · Malaya · Nederlandse Antillen · Noord-Borneo · Noord-Jemen · Saarland · Servië en Montenegro · Sovjet-Unie · Tsjecho-Slowakije · West-Indische Federatie · Zuid-Jemen
Bijzondere deelnames: Onafhankelijke olympische atleten · Vluchtelingenteam 
 Australazië · Duits Eenheidsteam · Gemengd team · Gezamenlijk Team